# Stefany Hernández
Stefany Hernández (* 13. Juni 1991 in Ciudad Guayana) ist eine venezolanische BMX-Fahrerin.

## Karriere
Stefany Hernández nahm an den Olympischen Sommerspielen 2012 in London teil. Im BMX-Rennen im Lee Valley VeloPark schied sie im Halbfinale als Fünfte aus und wurde im Endklassement als Neunte gelistet. Nachdem sie 2013 bei den Juegos Bolivarianos zwei Silbermedaillen gewinnen konnte, konnte sie bei den Südamerikaspielen 2014 in Santiago de Chile eine weitere Silber- und eine Bronzemedaille gewinnen. Ebenfalls Silber holte sie im gleichen Jahr bei den Zentralamerika- und Karibikspielen 2014 im mexikanischen Veracruz. Der bisherige Höhepunkt ihrer Karriere folgte jedoch im Folgejahr, als sie bei den BMX-Weltmeisterschaften im belgischen Zolder die Goldmedaille in der Disziplin Race gewann. Bei ihrer zweiten Olympiateilnahme bei in Rio de Janeiro 2016 konnte sie beim olympischen Rennen die Bronzemedaille gewinnen. Während der Abschlussfeier war sie Fahnenträgerin Venezuelas. Drei Jahre später gewann Hernández bei den Panamerikanischen Spielen in Lima die Bronzemedaille.